# Coupe d'Allemagne de football 1993-1994
Navigation
Édition précédente Édition suivante
La coupe d'Allemagne de football 1993-1994 est la cinquante et unième édition de l'histoire de la compétition. La finale a lieu à l'Olympiastadion de Berlin.
Le Werder Brême remporte le trophée pour la troisième fois de son histoire. Il bat en finale le Rot-Weiss Essen sur le score de 3 buts à 1.

## Premier tour
Les résultats du premier tour
| Date           | Domicile            | Extérieur                | Score         |
| -------------- | ------------------- | ------------------------ | ------------- |
| 02 - 08 - 1993 | Werder Brême        | Bayern Munich            | 1 - 5         |
| 03 - 08 - 1993 | SV Sandhausen       | Karlsruher SC            | 1 - 4         |
| 03 - 08 - 1993 | SpVgg Plattling     | 1. FSV Mayence 05        | 4 - 3         |
| 03 - 08 - 1993 | Kilia Kiel          | SC Fribourg              | 0 - 8         |
| 03 - 08 - 1993 | SV Ludweiler-Warndt | Borussia Dortmund        | 1 - 4         |
| 03 - 08 - 1993 | SpVgg Erkenschwick  | Borussia Mönchengladbach | 0 - 2         |
| 03 - 08 - 1993 | Bayern Munich (2)   | FC 08 Homburg            | 2 - 1 (a. p.) |
| 04 - 08 - 1993 | 1. FC Pforzheim     | 1. FC Kaiserslautern     | 0 - 4         |
| 04 - 08 - 1993 | FC Remscheid        | Hercha BSC Berlin        | 2 - 3         |
| 04 - 08 - 1993 | SV Böblingen        | MSV Duisbourg            | 0 - 5         |
| 04 - 08 - 1993 | FSV Salmrohr        | 1. FC Saarbrücken        | 1 - 3         |
| 04 - 08 - 1993 | VfL Osnabrück       | Hanovre 96               | 0 - 4         |

## Deuxième tour
Les résultats du deuxième tour
| Date           | Domicile                  | Extérieur                | Score                        |
| -------------- | ------------------------- | ------------------------ | ---------------------------- |
| 23 - 08 - 1993 | TSV Havelse               | Karlsruher SC            | 0 - 3                        |
| 23 - 08 - 1993 | FC Schalke 04             | VfL Bochum               | 1 - 0 (a. p.)                |
| 24 - 08 - 1993 | TSF Ditzingen             | Hansa Rostock            | 0 - 2                        |
| 24 - 08 - 1993 | 1. FC Magdeburg           | Wuppertaler SV           | 3 - 3 (a. p.) (t.a.b. 5 - 4) |
| 24 - 08 - 1993 | FC Oberneuland            | Chemnitzer FC            | 1 - 8                        |
| 24 - 08 - 1993 | ASV Neumarkt              | Tennis Borussia Berlin   | 0 - 4                        |
| 24 - 08 - 1993 | SpVgg Plattling           | Borussia Mönchengladbach | 0 - 3                        |
| 24 - 08 - 1993 | Sportfreunde Ricklingen   | MSV Duisbourg            | 0 - 1                        |
| 24 - 08 - 1993 | FC Augsbourg              | Rot-Weiss Lüdenscheid    | 2 - 0                        |
| 24 - 08 - 1993 | SV Darmstadt 98           | Bayern Munich (2)        | 1 - 2 (a. p.)                |
| 24 - 08 - 1993 | SC Fribourg               | Fortuna Cologne          | 4 - 1                        |
| 24 - 08 - 1993 | 1.FC Cologne              | SV Waldhof Mannheim      | 4 - 1                        |
| 24 - 08 - 1993 | Hertha BSC Berlin         | Hambourg SV              | 3 - 5 (a. p.)                |
| 24 - 08 - 1993 | Alemannia Aix-la-Chapelle | 1. FC Saarbrücken        | 0 - 3                        |
| 24 - 08 - 1993 | Borussia Dortmund         | FC Carl Zeiss Jena       | 0 - 1                        |
| 24 - 08 - 1993 | FC Bayer 05 Uerdingen     | VfB Leipzig              | 1 - 0                        |
| 25 - 08 - 1993 | Stahl Eisenhüttenstadt    | SpVgg Unterhaching       | 0 - 2                        |
| 25 - 08 - 1993 | SV Mettlach               | SG Wattenscheid 09       | 0 - 2                        |
| 25 - 08 - 1993 | SG Sachsen Leipzig        | FC St. Pauli             | 2 - 2 (a. p.) (t.a.b. 3 - 4) |
| 25 - 08 - 1993 | VfB Gaggenau              | Hanovre 96               | 1 - 3 (a. p.)                |
| 25 - 08 - 1993 | SpVgg Marl                | Borussia Fulda           | 3 - 2                        |
| 25 - 08 - 1993 | Greifswalder SC           | TSG Pfeddersheim         | 0 - 2                        |
| 25 - 08 - 1993 | Eintracht Haiger          | FC Elmshorn              | 3 - 1                        |
| 25 - 08 - 1993 | 1. FC Dynamo Dresden      | VfL Wolfsbourg           | 0 - 0 (a. p.) (t.a.b. 4 - 2) |
| 25 - 08 - 1993 | Fortuna Düsseldorf        | Eintracht Francfort      | 0 - 2                        |
| 25 - 08 - 1993 | Eintracht Brunswick       | VfB Oldenburg            | 4 - 3                        |
| 25 - 08 - 1993 | Bayer Leverkusen          | 1.FC Nuremberg           | 3 - 0                        |
| 25 - 08 - 1993 | FC Carl Zeiss Jena        | Bayern Munich            | 0 - 2                        |
| 25 - 08 - 1993 | VfB Stuttgart             | 1. FC Kaiserslautern     | 2 - 6 (a. p.)                |
| 25 - 08 - 1993 | 1. FC Bocholt             | Rot-Weiss Essen          | 2 - 3                        |
| 25 - 08 - 1993 | Kickers Offenbach         | SV Meppen                | 4 - 2 (a. p.)                |
| 25 - 08 - 1993 | Werder Brême              | Stuttgarter Kickers      | 2 - 1 (a. p.)                |

## Troisième tour
Les résultats du troisième tour
| Date           | Domicile                 | Extérieur              | score                        |
| -------------- | ------------------------ | ---------------------- | ---------------------------- |
| 10 - 09 - 1993 | SpVgg Unterhaching       | Hansa Rostock          | 1 - 2                        |
| 10 - 09 - 1993 | Rot-Weiss Essen          | FC St. Pauli           | 3 - 2 (a. p.)                |
| 10 - 09 - 1993 | 1. FC Magdebourg         | Bayer Leverkusen       | 1 - 5                        |
| 10 - 09 - 1993 | Eintracht Brunswick      | Tennis Borussia Berlin | 0 - 1                        |
| 11 - 09 - 1993 | Eintracht Haiger         | 1. FC Kaiserslautern   | 1 - 3 (a. p.)                |
| 11 - 09 - 1993 | FC Augsbourg             | SpVgg Marl             | 3 - 0                        |
| 11 - 09 - 1993 | SC Fribourg              | Eintracht Francfort    | 5 - 3 (a. p.)                |
| 11 - 09 - 1993 | Hanovre 96               | 1. FC Dynamo Dresden   | 2 - 3                        |
| 11 - 09 - 1993 | 1. FC Saarbrücken        | Hambourg SV            | 2 - 4                        |
| 11 - 09 - 1993 | Bayern Munich            | 1. FC Cologne          | 0 - 0 (t.a.b. 5 - 4)         |
| 11 - 09 - 1993 | FC Bayer 05 Uerdingen    | FC Carl Zeiss Jena     | 2 - 3                        |
| 12 - 09 - 1993 | Chemnitzer FC            | SG Wattenscheid 09     | 1 - 2 (a. p.)                |
| 12 - 09 - 1993 | TSG Pfeddersheim         | MSV Duisbourg          | 1 - 3 (a. p.)                |
| 12 - 09 - 1993 | Kickers Offenbach        | Werder Brême           | 1 - 1 (a. p.) (t.a.b. 3 - 5) |
| 12 - 09 - 1993 | FC Schalke 04            | Bayern Munich          | 2 - 3 (a. p.)                |
| 26 - 09 - 1993 | Borussia Mönchengladbach | Karlsruher SC          | 1 - 0                        |

## Huitièmes de finale
| Date       | Club recevant            | Score               | Club visiteur          |
| ---------- | ------------------------ | ------------------- | ---------------------- |
| 26/10/1993 | SC Fribourg              | 3-0                 | Hansa Rostock          |
| 26/10/1993 | FC Augsbourg             | 0-0 a.p. 3-4 t.a.b. | Bayer Leverkusen       |
| 27/10/1993 | FC Carl Zeiss Jena       | 1-0                 | SG Wattenscheid 09     |
| 27/10/1993 | Werder Brême             | 4-2                 | Hambourg SV            |
| 27/10/1993 | Rot-Weiss Essen          | 4-2                 | MSV Duisbourg          |
| 27/10/1993 | Bayern Munich            | 3-3 a.p. 4-5 t.a.b. | Tennis Borussia Berlin |
| 09/11/1993 | Borussia Mönchengladbach | 2-3                 | 1. FC Kaiserslautern   |
| 09/11/1993 | 1. FC Dynamo Dresden     | 2-1                 | Bayern Munich          |

## Quarts de finale
| Date       | Club recevant      | Score               | Club visiteur          |
| ---------- | ------------------ | ------------------- | ---------------------- |
| 30/11/1993 | FC Carl Zeiss Iéna | 0-0 a.p. 5-6 t.a.b. | Rot-Weiss Essen        |
| 01/12/1993 | SC Fribourg        | 0-1                 | Tennis Borussia Berlin |
| 01/12/1993 | SG Dynamo Dresde   | 1-1 a.p. 5-4 t.a.b. | Bayer Leverkusen       |
| 09/02/1994 | Werder Brême       | 2-2 a.p. 4-3 t.a.b. | 1. FC Kaiserslautern   |

## Demi-finales
| Date       | Club recevant        | Score | Club visiteur          |
| ---------- | -------------------- | ----- | ---------------------- |
| 08/03/1994 | Rot-Weiss Essen      | 2-0   | Tennis Borussia Berlin |
| 09/03/1994 | 1. FC Dynamo Dresden | 0-2   | Werder Brême           |

## Finale
| Entraîneur :  |
| Otto Rehhagel |

| Entraîneur :   |
| Wolfgang Frank |

| Entraîneur :  |
| Otto Rehhagel |

| Entraîneur :   |
| Wolfgang Frank |